# Вајтерсбург
Вајтерсбург (њем. Weitersburg) општина је у њемачкој савезној држави Рајна-Палатинат. Једно је од 86 општинских средишта округа Мајен-Кобленц. Према процјени из 2010. у општини је живјело 2.266 становника. Посједује регионалну шифру (AGS) 7137229.

## Географски и демографски подаци
Вајтерсбург се налази у савезној држави Рајна-Палатинат у округу Мајен-Кобленц. Општина се налази на надморској висини од 184 метра. Површина општине износи 6,6 km². У самом мјесту је, према процјени из 2010. године, живјело 2.266 становника. Просјечна густина становништва износи 342 становника/km².